# 索卡瓦亞區
索卡瓦亞區（西班牙語：Distrito de Socabaya），是秘魯的一個區，位於該國南部阿雷基帕大區的阿雷基帕省，面積18.64平方公里，海拔高度2,287米，2007年人口59,671，人口密度每平方公里3,201人。